# 英国国民军
国民军（Home Guard），原称地方防卫志愿军（Local Defence Volunteers，缩写：LDV），是英国在二战时组建的一个民兵组织。从1940年到1944年，共有150万英国人志愿加入国民军。从人口比例上来看，抛去英国正式的军人，每五个英国男子中就有一个人加入了国民军。组建国民军的目的是为了在英国国土沦陷时抵挡敌军，为英国陆军正规军争取时间。
国民军成员出于各种各样的原因（如年龄、职业）不能被陆军征召入伍，它自身参加也有限制，须是17至65岁的男子，但其年龄上限卡得并不严。国民军属于纯粹的志愿军，不给任何酬劳。

## 扩展阅读
- Foster, Col. Rodney. . Viking. 2011. ISBN 978-0-670-91982-6.